# وانگ چیانگ (کشتی‌گیر)
وانگ چیانگ (انگلیسی: Wang Qiang؛ زادهٔ ۱۴ آوریل ۱۹۸۷) کشتی‌گیر اهل چین است. وی در بازی‌های المپیک تابستانی ۲۰۰۸ شرکت کرده‌است.